# Okręg wyborczy nr 14 do Sejmu Rzeczypospolitej Polskiej
Okręg wyborczy nr 14 do Sejmu Rzeczypospolitej Polskiej obejmuje obszar miasta na prawach powiatu Nowego Sącza oraz powiatów gorlickiego, limanowskiego, nowosądeckiego, nowotarskiego i tatrzańskiego (województwo małopolskie). W obecnym kształcie został utworzony w 2001. Wybieranych jest w nim 10 posłów w systemie proporcjonalnym (do 2011 wybierano 9 posłów).
Siedzibą okręgowej komisji wyborczej jest Nowy Sącz.

## Wyniki wyborów
| Podział 9 mandatów: SLD–UP: 3 Samoobrona: 1 PSL: 1 PO: 2 PiS: 1 LPR: 1 |

| Podział 9 mandatów: Samoobrona: 1 PSL: 1 PO: 2 PiS: 4 LPR: 1 |

| Podział 9 mandatów: PSL: 1 PO: 3 PiS: 5 |

| Podział 10 mandatów: PO: 3 PiS: 7 |

| Podział 10 mandatów: K’15: 1 PO: 1 PiS: 8 |

| Podział 10 mandatów: KO: 1 PSL: 1 PiS: 8 |

| Podział 10 mandatów: KO: 2 TD: 1 KWIN: 1 PIS: 6 |

## Reprezentanci okręgu
| Sejm | Rok  | Poseł KW      | Poseł KW          | Poseł KW       | Poseł KW              | Poseł KW                   | Poseł KW           | Poseł KW         | Poseł KW          | Poseł KW                           | Poseł KW         | Poseł KW      | Poseł KW         | Poseł KW             | Poseł KW              | Poseł KW | Poseł KW     | Poseł KW | Poseł KW              | Poseł KW | Poseł KW |
| ---- | ---- | ------------- | ----------------- | -------------- | --------------------- | -------------------------- | ------------------ | ---------------- | ----------------- | ---------------------------------- | ---------------- | ------------- | ---------------- | -------------------- | --------------------- | -------- | ------------ | -------- | --------------------- | -------- | -------- |
| IV   | 2001 |               | K. Sas SLD–UP     |                | Z. Krasicka-Domka LPR |                            | A. Czerwiński PO   |                  | R. Nowak PiS      |                                    | J. Knapik SLD–UP |               | T. Parchański PO |                      | T. Szukała Samoobrona |          | B. Dutka PSL |          | S. Jarmoliński SLD–UP | –        | –        |
| V    | 2005 |               | S. Okularczyk PiS | E. Ciągło LPR  | E. Siarka PiS         |                            | A. Czerwiński PO   | A. Mularczyk PiS | A. Gut-Mostowy PO | E. Wiśniowska Samoobrona           |                  | A. Paluch PiS |                  |                      |                       |          | B. Dutka PSL |          |                       | –        | –        |
| VI   | 2007 | B. Bartuś PiS |                   | W. Janczyk PiS | E. Siarka PiS         |                            | A. Czerwiński PO   | A. Mularczyk PiS | A. Gut-Mostowy PO | W. Kochan PO                       |                  | A. Paluch PiS |                  |                      |                       |          | B. Dutka PSL |          |                       | –        | –        |
| VI   | 2010 | B. Bartuś PiS | T. Patalita PO    | W. Janczyk PiS | E. Siarka PiS         |                            | A. Czerwiński PO   | A. Mularczyk PiS | A. Gut-Mostowy PO |                                    |                  | A. Paluch PiS |                  |                      |                       |          | B. Dutka PSL |          |                       | –        | –        |
| VII  | 2011 | B. Bartuś PiS | M. Cycoń PO       | W. Janczyk PiS | E. Siarka PiS         |                            | A. Czerwiński PO   | A. Mularczyk PiS | A. Gut-Mostowy PO | A. Romanek PiS                     |                  | A. Paluch PiS | P. Naimski PiS   |                      |                       |          |              |          |                       |          |          |
| VIII | 2015 | B. Bartuś PiS |                   | W. Janczyk PiS | E. Siarka PiS         | J. Leśniak PiS             | A. Czerwiński PO   | A. Mularczyk PiS |                   | E. Zielińska K’15                  | J. Duda PiS      | A. Paluch PiS | P. Naimski PiS   |                      |                       |          |              |          |                       |          |          |
| IX   | 2019 | B. Bartuś PiS |                   | W. Janczyk PiS | E. Siarka PiS         | J. Marczułajtis-Walczak KO | A. Gut-Mostowy PiS | A. Mularczyk PiS |                   | U. Nowogórska PSL (2019) TD (2023) | J. Duda PiS      | A. Paluch PiS | P. Wicher PiS    |                      |                       |          |              |          |                       |          |          |
| IX   | 2022 | B. Bartuś PiS | E. Zielińska PiS  |                | E. Siarka PiS         | J. Marczułajtis-Walczak KO | A. Gut-Mostowy PiS | A. Mularczyk PiS |                   | U. Nowogórska PSL (2019) TD (2023) | J. Duda PiS      | A. Paluch PiS | P. Wicher PiS    |                      |                       |          |              |          |                       |          |          |
| X    | 2023 | B. Bartuś PiS | R. Terlecki PiS   | W. Smarduch KO | E. Siarka PiS         |                            | A. Gut-Mostowy PiS | A. Mularczyk PiS |                   | U. Nowogórska PSL (2019) TD (2023) | P. Lachowicz KO  |               | P. Wicher PiS    | R. Wilk Konfederacja |                       |          |              |          |                       |          |          |
| X    | 2024 | B. Bartuś PiS | R. Terlecki PiS   | W. Smarduch KO | E. Siarka PiS         | A. Paluch PiS              | A. Gut-Mostowy PiS |                  |                   | U. Nowogórska PSL (2019) TD (2023) | P. Lachowicz KO  |               | P. Wicher PiS    | R. Wilk Konfederacja |                       |          |              |          |                       |          |          |

### Wybory parlamentarne 2001
| Komitet wyborczy                                      | Komitet wyborczy                              | Głosów | %     | Mandaty | Wybrani posłowie                                 |
| ----------------------------------------------------- | --------------------------------------------- | ------ | ----- | ------- | ------------------------------------------------ |
|                                                       | KKW Sojusz Lewicy Demokratycznej – Unia Pracy | 57 635 | 23,32 | 3       | Kazimierz Sas, Jan Knapik, Stanisław Jarmoliński |
|                                                       | KWW Platforma Obywatelska                     | 47 299 | 19,13 | 2       | Andrzej Czerwiński, Tadeusz Parchański           |
|                                                       | KKW Akcja Wyborcza Solidarność Prawicy        | 31 650 | 12,80 | –       |                                                  |
|                                                       | Prawo i Sprawiedliwość                        | 28 867 | 11,68 | 1       | Ryszard Nowak                                    |
|                                                       | Liga Polskich Rodzin                          | 28 276 | 11,44 | 1       | Zofia Krasicka-Domka                             |
|                                                       | Polskie Stronnictwo Ludowe                    | 26 840 | 10,86 | 1       | Bronisław Dutka                                  |
|                                                       | Samoobrona Rzeczpospolitej Polskiej           | 19 728 | 7,98  | 1       | Tadeusz Szukała                                  |
|                                                       | Unia Wolności                                 | 5051   | 2,04  | –       |                                                  |
|                                                       | Alternatywa Ruch Społeczny                    | 1855   | 0,75  | –       |                                                  |
| Frekwencja: 47,95% Źródło: Państwowa Komisja Wyborcza |                                               |        |       |         |                                                  |

Poniższa tabela przedstawia podział mandatów dla komitetów wyborczych na podstawie uzyskanych głosów, a następnie obliczonych ilorazów wyborczych na podstawie zmodyfikowanej metody Sainte-Laguë.
|        | KKW Sojusz Lewicy Demokratycznej – Unia Pracy | 57 635  | 41 168 | 19 212 | 11 527 | 8234 | ... | 3390 | 3 | 2,49 |
|        | KWW Platforma Obywatelska                     | 47 299  | 33 785 | 15 766 | 9460   | 6757 | ... | 2782 | 2 | 2,04 |
|        | Prawo i Sprawiedliwość                        | 28 867  | 20 619 | 9622   | 5773   | 4124 | ... | 1698 | 1 | 1,25 |
|        | Liga Polskich Rodzin                          | 28 276  | 20 197 | 9425   | 5655   | 4039 | ... | 1663 | 1 | 1,22 |
|        | Polskie Stronnictwo Ludowe                    | 26 840  | 19 171 | 8947   | 5368   | 3834 | ... | 1579 | 1 | 1,16 |
|        | Samoobrona Rzeczpospolitej Polskiej           | 19 728  | 14 091 | 6576   | 3946   | 2818 | ... | 1160 | 1 | 0,85 |
| Ogółem | Ogółem                                        | 208 645 | –      | –      | –      | –    | –   | –    | 9 | 9    |

### Wybory parlamentarne 2005
| Komitet wyborczy                                      | Komitet wyborczy                    | Głosów | %     | Mandaty | Wybrani posłowie                                                       |
| ----------------------------------------------------- | ----------------------------------- | ------ | ----- | ------- | ---------------------------------------------------------------------- |
|                                                       | Prawo i Sprawiedliwość              | 92 246 | 37,17 | 4       | Stanisława Okularczyk, Edward Siarka, Arkadiusz Mularczyk, Anna Paluch |
|                                                       | Platforma Obywatelska RP            | 54 395 | 21,92 | 2       | Andrzej Czerwiński, Andrzej Gut-Mostowy                                |
|                                                       | Liga Polskich Rodzin                | 31 503 | 12,69 | 1       | Edward Ciągło                                                          |
|                                                       | Samoobrona Rzeczpospolitej Polskiej | 21 056 | 8,48  | 1       | Elżbieta Wiśniowska                                                    |
|                                                       | Polskie Stronnictwo Ludowe          | 19 916 | 8,02  | 1       | Bronisław Dutka                                                        |
|                                                       | Sojusz Lewicy Demokratycznej        | 14 889 | 6,00  | –       |                                                                        |
|                                                       | Partia Demokratyczna – demokraci.pl | 3795   | 1,53  | –       |                                                                        |
|                                                       | Socjaldemokracja Polska             | 3033   | 1,22  | –       |                                                                        |
|                                                       | Ruch Patriotyczny                   | 2804   | 1,13  | –       |                                                                        |
|                                                       | Platforma Janusza Korwin-Mikke      | 2496   | 1,01  | –       |                                                                        |
|                                                       | Polska Partia Pracy                 | 1458   | 0,59  | –       |                                                                        |
|                                                       | Polska Partia Narodowa              | 612    | 0,25  | –       |                                                                        |
| Frekwencja: 45,07% Źródło: Państwowa Komisja Wyborcza |                                     |        |       |         |                                                                        |

Poniższa tabela przedstawia podział mandatów dla komitetów wyborczych na podstawie uzyskanych głosów, a następnie obliczonych ilorazów wyborczych na podstawie metody D’Hondta.
| Podział mandatów dla komitetów wyborczych na podstawie metody D’Hondta | Podział mandatów dla komitetów wyborczych na podstawie metody D’Hondta | Podział mandatów dla komitetów wyborczych na podstawie metody D’Hondta | Podział mandatów dla komitetów wyborczych na podstawie metody D’Hondta | Podział mandatów dla komitetów wyborczych na podstawie metody D’Hondta | Podział mandatów dla komitetów wyborczych na podstawie metody D’Hondta | Podział mandatów dla komitetów wyborczych na podstawie metody D’Hondta | Podział mandatów dla komitetów wyborczych na podstawie metody D’Hondta | Podział mandatów dla komitetów wyborczych na podstawie metody D’Hondta | Podział mandatów dla komitetów wyborczych na podstawie metody D’Hondta | Podział mandatów dla komitetów wyborczych na podstawie metody D’Hondta | Podział mandatów dla komitetów wyborczych na podstawie metody D’Hondta |
| Komitet wyborczy                                                       | Komitet wyborczy                                                       | Liczba głosów                                                          | Iloraz wyborczy                                                        | Iloraz wyborczy                                                        | Iloraz wyborczy                                                        | Iloraz wyborczy                                                        | Iloraz wyborczy                                                        | Iloraz wyborczy                                                        | Iloraz wyborczy                                                        | Mandaty                                                                | TP                                                                     |
| Komitet wyborczy                                                       | Komitet wyborczy                                                       | Liczba głosów                                                          | /1                                                                     | /2                                                                     | /3                                                                     | /4                                                                     | /5                                                                     | ...                                                                    | /9                                                                     | Mandaty                                                                | TP                                                                     |
| ---------------------------------------------------------------------- | ---------------------------------------------------------------------- | ---------------------------------------------------------------------- | ---------------------------------------------------------------------- | ---------------------------------------------------------------------- | ---------------------------------------------------------------------- | ---------------------------------------------------------------------- | ---------------------------------------------------------------------- | ---------------------------------------------------------------------- | ---------------------------------------------------------------------- | ---------------------------------------------------------------------- | ---------------------------------------------------------------------- |
|                                                                        | Prawo i Sprawiedliwość                                                 | 92 246                                                                 | 92 246                                                                 | 46 123                                                                 | 30 749                                                                 | 23 062                                                                 | 18 449                                                                 | ...                                                                    | 10 250                                                                 | 4                                                                      | 3,55                                                                   |
|                                                                        | Platforma Obywatelska RP                                               | 54 395                                                                 | 54 395                                                                 | 27 198                                                                 | 18 132                                                                 | 13 599                                                                 | 10 879                                                                 | ...                                                                    | 6044                                                                   | 2                                                                      | 2,09                                                                   |
|                                                                        | Liga Polskich Rodzin                                                   | 31 503                                                                 | 31 503                                                                 | 15 752                                                                 | 10 501                                                                 | 7878                                                                   | 6301                                                                   | ...                                                                    | 3500                                                                   | 1                                                                      | 1,21                                                                   |
|                                                                        | Samoobrona Rzeczpospolitej Polskiej                                    | 21 056                                                                 | 21 056                                                                 | 10 528                                                                 | 7019                                                                   | 5264                                                                   | 4211                                                                   | ...                                                                    | 2340                                                                   | 1                                                                      | 0,81                                                                   |
|                                                                        | Polskie Stronnictwo Ludowe                                             | 19 916                                                                 | 19 916                                                                 | 9958                                                                   | 6639                                                                   | 4979                                                                   | 3983                                                                   | ...                                                                    | 2213                                                                   | 1                                                                      | 0,77                                                                   |
|                                                                        | Sojusz Lewicy Demokratycznej                                           | 14 889                                                                 | 14 889                                                                 | 7445                                                                   | 4963                                                                   | 3722                                                                   | 2978                                                                   | ...                                                                    | 1654                                                                   | 0                                                                      | 0,57                                                                   |
| Ogółem                                                                 | Ogółem                                                                 | 234 005                                                                | –                                                                      | –                                                                      | –                                                                      | –                                                                      | –                                                                      | –                                                                      | –                                                                      | 9                                                                      | 9                                                                      |

### Wybory parlamentarne 2007
| Komitet wyborczy                                      | Komitet wyborczy                      | Głosów  | %     | Mandaty | Wybrani posłowie                                                                 |
| ----------------------------------------------------- | ------------------------------------- | ------- | ----- | ------- | -------------------------------------------------------------------------------- |
|                                                       | Prawo i Sprawiedliwość                | 152 960 | 51,35 | 5       | Arkadiusz Mularczyk, Edward Siarka, Anna Paluch, Barbara Bartuś, Wiesław Janczyk |
|                                                       | Platforma Obywatelska RP              | 85 668  | 28,76 | 3       | Andrzej Czerwiński, Andrzej Gut-Mostowy, Witold Kochan, Tadeusz Patalita         |
|                                                       | Polskie Stronnictwo Ludowe            | 30 636  | 10,28 | 1       | Bronisław Dutka                                                                  |
|                                                       | KKW Lewica i Demokraci SLD+SDPL+PD+UP | 19 057  | 6,40  | –       |                                                                                  |
|                                                       | Liga Polskich Rodzin                  | 3931    | 1,32  | –       |                                                                                  |
|                                                       | Samoobrona Rzeczpospolitej Polskiej   | 3653    | 1,23  | –       |                                                                                  |
|                                                       | Polska Partia Pracy                   | 1997    | 0,67  | –       |                                                                                  |
| Frekwencja: 52,27% Źródło: Państwowa Komisja Wyborcza |                                       |         |       |         |                                                                                  |

Poniższa tabela przedstawia podział mandatów dla komitetów wyborczych na podstawie uzyskanych głosów, a następnie obliczonych ilorazów wyborczych na podstawie metody D’Hondta.
| Podział mandatów dla komitetów wyborczych na podstawie metody D’Hondta | Podział mandatów dla komitetów wyborczych na podstawie metody D’Hondta | Podział mandatów dla komitetów wyborczych na podstawie metody D’Hondta | Podział mandatów dla komitetów wyborczych na podstawie metody D’Hondta | Podział mandatów dla komitetów wyborczych na podstawie metody D’Hondta | Podział mandatów dla komitetów wyborczych na podstawie metody D’Hondta | Podział mandatów dla komitetów wyborczych na podstawie metody D’Hondta | Podział mandatów dla komitetów wyborczych na podstawie metody D’Hondta | Podział mandatów dla komitetów wyborczych na podstawie metody D’Hondta | Podział mandatów dla komitetów wyborczych na podstawie metody D’Hondta | Podział mandatów dla komitetów wyborczych na podstawie metody D’Hondta | Podział mandatów dla komitetów wyborczych na podstawie metody D’Hondta | Podział mandatów dla komitetów wyborczych na podstawie metody D’Hondta |
| Komitet wyborczy                                                       | Komitet wyborczy                                                       | Liczba głosów                                                          | Iloraz wyborczy                                                        | Iloraz wyborczy                                                        | Iloraz wyborczy                                                        | Iloraz wyborczy                                                        | Iloraz wyborczy                                                        | Iloraz wyborczy                                                        | Iloraz wyborczy                                                        | Iloraz wyborczy                                                        | Mandaty                                                                | TP                                                                     |
| Komitet wyborczy                                                       | Komitet wyborczy                                                       | Liczba głosów                                                          | /1                                                                     | /2                                                                     | /3                                                                     | /4                                                                     | /5                                                                     | /6                                                                     | ...                                                                    | /9                                                                     | Mandaty                                                                | TP                                                                     |
| ---------------------------------------------------------------------- | ---------------------------------------------------------------------- | ---------------------------------------------------------------------- | ---------------------------------------------------------------------- | ---------------------------------------------------------------------- | ---------------------------------------------------------------------- | ---------------------------------------------------------------------- | ---------------------------------------------------------------------- | ---------------------------------------------------------------------- | ---------------------------------------------------------------------- | ---------------------------------------------------------------------- | ---------------------------------------------------------------------- | ---------------------------------------------------------------------- |
|                                                                        | Prawo i Sprawiedliwość                                                 | 152 960                                                                | 152 960                                                                | 76 480                                                                 | 50 987                                                                 | 38 240                                                                 | 30 592                                                                 | 25 493                                                                 | ...                                                                    | 25 493                                                                 | 5                                                                      | 4,77                                                                   |
|                                                                        | Platforma Obywatelska RP                                               | 85 668                                                                 | 85 668                                                                 | 42 834                                                                 | 28 556                                                                 | 21 417                                                                 | 17 134                                                                 | 14 278                                                                 | ...                                                                    | 9519                                                                   | 3                                                                      | 2,67                                                                   |
|                                                                        | Polskie Stronnictwo Ludowe                                             | 30 636                                                                 | 30 636                                                                 | 15 318                                                                 | 10 212                                                                 | 7659                                                                   | 6127                                                                   | 5106                                                                   | ...                                                                    | 3404                                                                   | 1                                                                      | 0,96                                                                   |
|                                                                        | KKW Lewica i Demokraci SLD+SDPL+PD+UP                                  | 19 057                                                                 | 19 057                                                                 | 9529                                                                   | 6352                                                                   | 4764                                                                   | 3811                                                                   | 3176                                                                   | ...                                                                    | 2117                                                                   | 0                                                                      | 0,59                                                                   |
| Ogółem                                                                 | Ogółem                                                                 | 288 321                                                                | –                                                                      | –                                                                      | –                                                                      | –                                                                      | –                                                                      | –                                                                      | –                                                                      | –                                                                      | 9                                                                      | 9                                                                      |

### Wybory parlamentarne 2011
| Komitet wyborczy                                      | Komitet wyborczy                    | Głosów  | %     | Mandaty | Wybrani posłowie                                                                                                 |
| ----------------------------------------------------- | ----------------------------------- | ------- | ----- | ------- | --- |
|                                                       | Prawo i Sprawiedliwość              | 143 543 | 51,48 | 7       | Arkadiusz Mularczyk, Barbara Bartuś, Wiesław Janczyk, Edward Siarka, Anna Paluch, Andrzej Romanek, Piotr Naimski |
|                                                       | Platforma Obywatelska RP            | 77 809  | 27,90 | 3       | Andrzej Czerwiński, Andrzej Gut-Mostowy, Marian Cycoń                                                            |
|                                                       | Polskie Stronnictwo Ludowe          | 19 387  | 6,95  | –       | |
|                                                       | Ruch Palikota                       | 13 022  | 4,67  | –       | |
|                                                       | Sojusz Lewicy Demokratycznej        | 11 750  | 4,21  | –       | |
|                                                       | Polska Jest Najważniejsza           | 6041    | 2,17  | –       | |
|                                                       | Nowa Prawica – Janusza Korwin-Mikke | 4963    | 1,78  | –       | |
|                                                       | Prawica                             | 1330    | 0,48  | –       | |
|                                                       | Polska Partia Pracy – Sierpień 80   | 1001    | 0,36  | –       | |
| Frekwencja: 48,75% Źródło: Państwowa Komisja Wyborcza |                                     |         |       |         | |

Poniższa tabela przedstawia podział mandatów dla komitetów wyborczych na podstawie uzyskanych głosów, a następnie obliczonych ilorazów wyborczych na podstawie metody D’Hondta.
| Podział mandatów dla komitetów wyborczych na podstawie metody D’Hondta | Podział mandatów dla komitetów wyborczych na podstawie metody D’Hondta | Podział mandatów dla komitetów wyborczych na podstawie metody D’Hondta | Podział mandatów dla komitetów wyborczych na podstawie metody D’Hondta | Podział mandatów dla komitetów wyborczych na podstawie metody D’Hondta | Podział mandatów dla komitetów wyborczych na podstawie metody D’Hondta | Podział mandatów dla komitetów wyborczych na podstawie metody D’Hondta | Podział mandatów dla komitetów wyborczych na podstawie metody D’Hondta | Podział mandatów dla komitetów wyborczych na podstawie metody D’Hondta | Podział mandatów dla komitetów wyborczych na podstawie metody D’Hondta | Podział mandatów dla komitetów wyborczych na podstawie metody D’Hondta | Podział mandatów dla komitetów wyborczych na podstawie metody D’Hondta | Podział mandatów dla komitetów wyborczych na podstawie metody D’Hondta | Podział mandatów dla komitetów wyborczych na podstawie metody D’Hondta | Podział mandatów dla komitetów wyborczych na podstawie metody D’Hondta |
| Komitet wyborczy                                                       | Komitet wyborczy                                                       | Liczba głosów                                                          | Iloraz wyborczy                                                        | Iloraz wyborczy                                                        | Iloraz wyborczy                                                        | Iloraz wyborczy                                                        | Iloraz wyborczy                                                        | Iloraz wyborczy                                                        | Iloraz wyborczy                                                        | Iloraz wyborczy                                                        | Iloraz wyborczy                                                        | Iloraz wyborczy                                                        | Mandaty                                                                | TP                                                                     |
| Komitet wyborczy                                                       | Komitet wyborczy                                                       | Liczba głosów                                                          | /1                                                                     | /2                                                                     | /3                                                                     | /4                                                                     | /5                                                                     | /6                                                                     | /7                                                                     | /8                                                                     | /9                                                                     | /10                                                                    | Mandaty                                                                | TP                                                                     |
| ---------------------------------------------------------------------- | ---------------------------------------------------------------------- | ---------------------------------------------------------------------- | ---------------------------------------------------------------------- | ---------------------------------------------------------------------- | ---------------------------------------------------------------------- | ---------------------------------------------------------------------- | ---------------------------------------------------------------------- | ---------------------------------------------------------------------- | ---------------------------------------------------------------------- | ---------------------------------------------------------------------- | ---------------------------------------------------------------------- | ---------------------------------------------------------------------- | ---------------------------------------------------------------------- | ---------------------------------------------------------------------- |
|                                                                        | Prawo i Sprawiedliwość                                                 | 143 543                                                                | 143 543                                                                | 71 772                                                                 | 47 848                                                                 | 35 886                                                                 | 28 709                                                                 | 23 824                                                                 | 20 506                                                                 | 17 943                                                                 | 15 949                                                                 | 14 354                                                                 | 7                                                                      | 5,41                                                                   |
|                                                                        | Platforma Obywatelska RP                                               | 77 809                                                                 | 77 809                                                                 | 38 905                                                                 | 25 936                                                                 | 19 452                                                                 | 15 562                                                                 | 12 968                                                                 | 11 116                                                                 | 9726                                                                   | 8645                                                                   | 7781                                                                   | 3                                                                      | 2,93                                                                   |
|                                                                        | Polskie Stronnictwo Ludowe                                             | 19 387                                                                 | 19 387                                                                 | 9694                                                                   | 6462                                                                   | 4847                                                                   | 3877                                                                   | 3231                                                                   | 2770                                                                   | 2423                                                                   | 2154                                                                   | 1939                                                                   | 0                                                                      | 0,73                                                                   |
|                                                                        | Ruch Palikota                                                          | 13 022                                                                 | 13 022                                                                 | 6511                                                                   | 4341                                                                   | 3256                                                                   | 2604                                                                   | 2170                                                                   | 1860                                                                   | 1628                                                                   | 1447                                                                   | 1302                                                                   | 0                                                                      | 0,49                                                                   |
|                                                                        | Sojusz Lewicy Demokratycznej                                           | 11 750                                                                 | 11 750                                                                 | 5875                                                                   | 3917                                                                   | 2938                                                                   | 2350                                                                   | 1958                                                                   | 1679                                                                   | 1469                                                                   | 1306                                                                   | 1175                                                                   | 0                                                                      | 0,44                                                                   |
| Ogółem                                                                 | Ogółem                                                                 | 265 511                                                                | –                                                                      | –                                                                      | –                                                                      | –                                                                      | –                                                                      | –                                                                      | –                                                                      | –                                                                      | –                                                                      | –                                                                      | 10                                                                     | 10                                                                     |

### Wybory parlamentarne 2015
| Komitet wyborczy                                      | Komitet wyborczy                             | Głosów  | %     | Mandaty | Wybrani posłowie |
| ----------------------------------------------------- | -------------------------------------------- | ------- | ----- | ------- | --- |
|                                                       | Prawo i Sprawiedliwość                       | 188 010 | 60,56 | 8       | Arkadiusz Mularczyk, Barbara Bartuś, Piotr Naimski, Wiesław Janczyk, Józef Leśniak, Anna Paluch, Edward Siarka, Jan Duda |
|                                                       | Platforma Obywatelska RP                     | 43 309  | 13,95 | 1       | Andrzej Czerwiński |
|                                                       | KWW Kukiz’15                                 | 24 318  | 7,83  | 1       | Elżbieta Borowska |
|                                                       | KORWiN                                       | 13 379  | 4,31  | –       | |
|                                                       | Polskie Stronnictwo Ludowe                   | 12 929  | 4,16  | –       | |
|                                                       | Nowoczesna Ryszarda Petru                    | 11 468  | 3,69  | –       | |
|                                                       | KKW Zjednoczona Lewica SLD+TR+PPS+UP+Zieloni | 7924    | 2,55  | –       | |
|                                                       | Partia Razem                                 | 6627    | 2,13  | –       | |
|                                                       | KWW Zbigniewa Stonogi                        | 1606    | 0,52  | –       | |
|                                                       | Kongres Nowej Prawicy                        | 891     | 0,29  | –       | |
| Frekwencja: 52,18% Źródło: Państwowa Komisja Wyborcza |                                              |         |       |         | |

Poniższa tabela przedstawia podział mandatów dla komitetów wyborczych na podstawie uzyskanych głosów, a następnie obliczonych ilorazów wyborczych na podstawie metody D’Hondta.
| Podział mandatów dla komitetów wyborczych na podstawie metody D’Hondta | Podział mandatów dla komitetów wyborczych na podstawie metody D’Hondta | Podział mandatów dla komitetów wyborczych na podstawie metody D’Hondta | Podział mandatów dla komitetów wyborczych na podstawie metody D’Hondta | Podział mandatów dla komitetów wyborczych na podstawie metody D’Hondta | Podział mandatów dla komitetów wyborczych na podstawie metody D’Hondta | Podział mandatów dla komitetów wyborczych na podstawie metody D’Hondta | Podział mandatów dla komitetów wyborczych na podstawie metody D’Hondta | Podział mandatów dla komitetów wyborczych na podstawie metody D’Hondta | Podział mandatów dla komitetów wyborczych na podstawie metody D’Hondta | Podział mandatów dla komitetów wyborczych na podstawie metody D’Hondta | Podział mandatów dla komitetów wyborczych na podstawie metody D’Hondta | Podział mandatów dla komitetów wyborczych na podstawie metody D’Hondta | Podział mandatów dla komitetów wyborczych na podstawie metody D’Hondta | Podział mandatów dla komitetów wyborczych na podstawie metody D’Hondta |
| Komitet wyborczy                                                       | Komitet wyborczy                                                       | Liczba głosów                                                          | Iloraz wyborczy                                                        | Iloraz wyborczy                                                        | Iloraz wyborczy                                                        | Iloraz wyborczy                                                        | Iloraz wyborczy                                                        | Iloraz wyborczy                                                        | Iloraz wyborczy                                                        | Iloraz wyborczy                                                        | Iloraz wyborczy                                                        | Iloraz wyborczy                                                        | Mandaty                                                                | TP                                                                     |
| Komitet wyborczy                                                       | Komitet wyborczy                                                       | Liczba głosów                                                          | /1                                                                     | /2                                                                     | /3                                                                     | /4                                                                     | /5                                                                     | /6                                                                     | /7                                                                     | /8                                                                     | /9                                                                     | /10                                                                    | Mandaty                                                                | TP                                                                     |
| ---------------------------------------------------------------------- | ---------------------------------------------------------------------- | ---------------------------------------------------------------------- | ---------------------------------------------------------------------- | ---------------------------------------------------------------------- | ---------------------------------------------------------------------- | ---------------------------------------------------------------------- | ---------------------------------------------------------------------- | ---------------------------------------------------------------------- | ---------------------------------------------------------------------- | ---------------------------------------------------------------------- | ---------------------------------------------------------------------- | ---------------------------------------------------------------------- | ---------------------------------------------------------------------- | ---------------------------------------------------------------------- |
|                                                                        | Prawo i Sprawiedliwość                                                 | 188 010                                                                | 188 010                                                                | 94 005                                                                 | 62 670                                                                 | 47 003                                                                 | 37 602                                                                 | 31 335                                                                 | 26 859                                                                 | 23 501                                                                 | 20 890                                                                 | 18 801                                                                 | 8                                                                      | 6,71                                                                   |
|                                                                        | Platforma Obywatelska RP                                               | 43 309                                                                 | 43 309                                                                 | 21 655                                                                 | 14 436                                                                 | 10 827                                                                 | 8662                                                                   | 7218                                                                   | 6187                                                                   | 5414                                                                   | 4812                                                                   | 4331                                                                   | 1                                                                      | 1,55                                                                   |
|                                                                        | KWW Kukiz’15                                                           | 24 318                                                                 | 24 318                                                                 | 12 159                                                                 | 8106                                                                   | 6080                                                                   | 4864                                                                   | 4053                                                                   | 3474                                                                   | 3040                                                                   | 2702                                                                   | 2432                                                                   | 1                                                                      | 0,87                                                                   |
|                                                                        | Polskie Stronnictwo Ludowe                                             | 12 929                                                                 | 12 929                                                                 | 6465                                                                   | 4310                                                                   | 3232                                                                   | 2586                                                                   | 2155                                                                   | 1847                                                                   | 1616                                                                   | 1437                                                                   | 1293                                                                   | 0                                                                      | 0,46                                                                   |
|                                                                        | Nowoczesna Ryszarda Petru                                              | 11 468                                                                 | 11 468                                                                 | 5734                                                                   | 3823                                                                   | 2867                                                                   | 2294                                                                   | 1911                                                                   | 1638                                                                   | 1434                                                                   | 1274                                                                   | 1147                                                                   | 0                                                                      | 0,41                                                                   |
| Ogółem                                                                 | Ogółem                                                                 | 280 034                                                                | –                                                                      | –                                                                      | –                                                                      | –                                                                      | –                                                                      | –                                                                      | –                                                                      | –                                                                      | –                                                                      | –                                                                      | 10                                                                     | 10                                                                     |

### Wybory parlamentarne 2019
| Komitet wyborczy                                      | Komitet wyborczy                           | Głosów  | %     | Mandaty | Wybrani posłowie |
| ----------------------------------------------------- | ------------------------------------------ | ------- | ----- | ------- | --- |
|                                                       | Prawo i Sprawiedliwość                     | 243 583 | 65,80 | 8       | Arkadiusz Mularczyk, Barbara Bartuś, Edward Siarka, Anna Paluch, Wiesław Janczyk, Andrzej Gut-Mostowy, Jan Duda, Patryk Wicher, Elżbieta Zielińska |
|                                                       | KKW Koalicja Obywatelska PO .N iPL Zieloni | 51 183  | 13,83 | 1       | Jagna Marczułajtis-Walczak |
|                                                       | Polskie Stronnictwo Ludowe                 | 27 203  | 7,35  | 1       | Urszula Nowogórska |
|                                                       | Konfederacja Wolność i Niepodległość       | 25 747  | 6,95  | –       | |
|                                                       | Sojusz Lewicy Demokratycznej               | 22 483  | 6,07  | –       | |
| Frekwencja: 60,28% Źródło: Państwowa Komisja Wyborcza |                                            |         |       |         | |

Poniższa tabela przedstawia podział mandatów dla komitetów wyborczych na podstawie uzyskanych głosów, a następnie obliczonych ilorazów wyborczych na podstawie metody D’Hondta.
| Podział mandatów dla komitetów wyborczych na podstawie metody D’Hondta | Podział mandatów dla komitetów wyborczych na podstawie metody D’Hondta | Podział mandatów dla komitetów wyborczych na podstawie metody D’Hondta | Podział mandatów dla komitetów wyborczych na podstawie metody D’Hondta | Podział mandatów dla komitetów wyborczych na podstawie metody D’Hondta | Podział mandatów dla komitetów wyborczych na podstawie metody D’Hondta | Podział mandatów dla komitetów wyborczych na podstawie metody D’Hondta | Podział mandatów dla komitetów wyborczych na podstawie metody D’Hondta | Podział mandatów dla komitetów wyborczych na podstawie metody D’Hondta | Podział mandatów dla komitetów wyborczych na podstawie metody D’Hondta | Podział mandatów dla komitetów wyborczych na podstawie metody D’Hondta | Podział mandatów dla komitetów wyborczych na podstawie metody D’Hondta | Podział mandatów dla komitetów wyborczych na podstawie metody D’Hondta | Podział mandatów dla komitetów wyborczych na podstawie metody D’Hondta | Podział mandatów dla komitetów wyborczych na podstawie metody D’Hondta |
| Komitet wyborczy                                                       | Komitet wyborczy                                                       | Liczba głosów                                                          | Iloraz wyborczy                                                        | Iloraz wyborczy                                                        | Iloraz wyborczy                                                        | Iloraz wyborczy                                                        | Iloraz wyborczy                                                        | Iloraz wyborczy                                                        | Iloraz wyborczy                                                        | Iloraz wyborczy                                                        | Iloraz wyborczy                                                        | Iloraz wyborczy                                                        | Mandaty                                                                | TP                                                                     |
| Komitet wyborczy                                                       | Komitet wyborczy                                                       | Liczba głosów                                                          | /1                                                                     | /2                                                                     | /3                                                                     | /4                                                                     | /5                                                                     | /6                                                                     | /7                                                                     | /8                                                                     | /9                                                                     | /10                                                                    | Mandaty                                                                | TP                                                                     |
| ---------------------------------------------------------------------- | ---------------------------------------------------------------------- | ---------------------------------------------------------------------- | ---------------------------------------------------------------------- | ---------------------------------------------------------------------- | ---------------------------------------------------------------------- | ---------------------------------------------------------------------- | ---------------------------------------------------------------------- | ---------------------------------------------------------------------- | ---------------------------------------------------------------------- | ---------------------------------------------------------------------- | ---------------------------------------------------------------------- | ---------------------------------------------------------------------- | ---------------------------------------------------------------------- | ---------------------------------------------------------------------- |
|                                                                        | Prawo i Sprawiedliwość                                                 | 243 583                                                                | 243 583                                                                | 121 792                                                                | 81 194                                                                 | 60 896                                                                 | 48 717                                                                 | 40 597                                                                 | 34 798                                                                 | 30 448                                                                 | 27 065                                                                 | 24 358                                                                 | 8                                                                      | 6,58                                                                   |
|                                                                        | KKW Koalicja Obywatelska PO .N iPL Zieloni                             | 51 183                                                                 | 51 183                                                                 | 25 592                                                                 | 17 061                                                                 | 12 796                                                                 | 10 237                                                                 | 8531                                                                   | 7312                                                                   | 6398                                                                   | 5687                                                                   | 5118                                                                   | 1                                                                      | 1,38                                                                   |
|                                                                        | Polskie Stronnictwo Ludowe                                             | 27 203                                                                 | 27 203                                                                 | 13 602                                                                 | 9068                                                                   | 6801                                                                   | 5441                                                                   | 4534                                                                   | 3886                                                                   | 3400                                                                   | 3023                                                                   | 2720                                                                   | 1                                                                      | 0,73                                                                   |
|                                                                        | Konfederacja Wolność i Niepodległość                                   | 25 747                                                                 | 25 747                                                                 | 12 874                                                                 | 8582                                                                   | 6437                                                                   | 5149                                                                   | 4291                                                                   | 3678                                                                   | 3218                                                                   | 2861                                                                   | 2575                                                                   | 0                                                                      | 0,70                                                                   |
|                                                                        | Sojusz Lewicy Demokratycznej                                           | 22 483                                                                 | 22 483                                                                 | 11 242                                                                 | 7494                                                                   | 5621                                                                   | 4497                                                                   | 3747                                                                   | 3212                                                                   | 2810                                                                   | 2498                                                                   | 2248                                                                   | 0                                                                      | 0,61                                                                   |
| Ogółem                                                                 | Ogółem                                                                 | 370 199                                                                | –                                                                      | –                                                                      | –                                                                      | –                                                                      | –                                                                      | –                                                                      | –                                                                      | –                                                                      | –                                                                      | –                                                                      | 10                                                                     | 10                                                                     |

### Wybory parlamentarne 2023
| Komitet wyborczy                                      | Komitet wyborczy                                                           | Głosów  | %     | Mandaty | Wybrani posłowie |
| ----------------------------------------------------- | -------------------------------------------------------------------------- | ------- | ----- | ------- | --- |
|                                                       | Prawo i Sprawiedliwość                                                     | 229 587 | 53,73 | 6       | Arkadiusz Mularczyk, Ryszard Terlecki, Barbara Bartuś, Patryk Wicher, Edward Siarka, Andrzej Gut-Mostowy, Anna Paluch |
|                                                       | KKW Koalicja Obywatelska PO .N iPL Zieloni                                 | 68 804  | 16,10 | 2       | Weronika Smarduch, Piotr Lachowicz                                                                                    |
|                                                       | KKW Trzecia Droga Polska 2050 Szymona Hołowni – Polskie Stronnictwo Ludowe | 49 487  | 11,58 | 1       | Urszula Nowogórska |
|                                                       | Konfederacja Wolność i Niepodległość                                       | 37 301  | 8,73  | 1       | Ryszard Wilk |
|                                                       | Polska Jest Jedna                                                          | 17 876  | 4,18  | –       | |
|                                                       | Nowa Lewica                                                                | 13 594  | 3,18  | –       | |
|                                                       | Bezpartyjni Samorządowcy                                                   | 10 643  | 2,49  | –       | |
| Frekwencja: 74,38% Źródło: Państwowa Komisja Wyborcza |                                                                            |         |       |         | |

Poniższa tabela przedstawia podział mandatów dla komitetów wyborczych na podstawie uzyskanych głosów, a następnie obliczonych ilorazów wyborczych na podstawie metody D’Hondta.
| Podział mandatów dla komitetów wyborczych na podstawie metody D’Hondta | Podział mandatów dla komitetów wyborczych na podstawie metody D’Hondta     | Podział mandatów dla komitetów wyborczych na podstawie metody D’Hondta | Podział mandatów dla komitetów wyborczych na podstawie metody D’Hondta | Podział mandatów dla komitetów wyborczych na podstawie metody D’Hondta | Podział mandatów dla komitetów wyborczych na podstawie metody D’Hondta | Podział mandatów dla komitetów wyborczych na podstawie metody D’Hondta | Podział mandatów dla komitetów wyborczych na podstawie metody D’Hondta | Podział mandatów dla komitetów wyborczych na podstawie metody D’Hondta | Podział mandatów dla komitetów wyborczych na podstawie metody D’Hondta | Podział mandatów dla komitetów wyborczych na podstawie metody D’Hondta | Podział mandatów dla komitetów wyborczych na podstawie metody D’Hondta | Podział mandatów dla komitetów wyborczych na podstawie metody D’Hondta | Podział mandatów dla komitetów wyborczych na podstawie metody D’Hondta | Podział mandatów dla komitetów wyborczych na podstawie metody D’Hondta |
| Komitet wyborczy                                                       | Komitet wyborczy                                                           | Liczba głosów                                                          | Iloraz wyborczy                                                        | Iloraz wyborczy                                                        | Iloraz wyborczy                                                        | Iloraz wyborczy                                                        | Iloraz wyborczy                                                        | Iloraz wyborczy                                                        | Iloraz wyborczy                                                        | Iloraz wyborczy                                                        | Iloraz wyborczy                                                        | Iloraz wyborczy                                                        | Mandaty                                                                | TP                                                                     |
| Komitet wyborczy                                                       | Komitet wyborczy                                                           | Liczba głosów                                                          | /1                                                                     | /2                                                                     | /3                                                                     | /4                                                                     | /5                                                                     | /6                                                                     | /7                                                                     | /8                                                                     | /9                                                                     | /10                                                                    | Mandaty                                                                | TP                                                                     |
| ---------------------------------------------------------------------- | -------------------------------------------------------------------------- | ---------------------------------------------------------------------- | ---------------------------------------------------------------------- | ---------------------------------------------------------------------- | ---------------------------------------------------------------------- | ---------------------------------------------------------------------- | ---------------------------------------------------------------------- | ---------------------------------------------------------------------- | ---------------------------------------------------------------------- | ---------------------------------------------------------------------- | ---------------------------------------------------------------------- | ---------------------------------------------------------------------- | ---------------------------------------------------------------------- | ---------------------------------------------------------------------- |
|                                                                        | Prawo i Sprawiedliwość                                                     | 229 587                                                                | 229 587                                                                | 114 794                                                                | 76 529                                                                 | 57 397                                                                 | 45 917                                                                 | 38 265                                                                 | 32 798                                                                 | 28 698                                                                 | 25 510                                                                 | 22 959                                                                 | 6                                                                      | 5,37                                                                   |
|                                                                        | KKW Koalicja Obywatelska PO .N iPL Zieloni                                 | 68 804                                                                 | 68 804                                                                 | 34 402                                                                 | 22 935                                                                 | 17 201                                                                 | 13 761                                                                 | 11 467                                                                 | 9829                                                                   | 8601                                                                   | 7645                                                                   | 6880                                                                   | 2                                                                      | 1,61                                                                   |
|                                                                        | KKW Trzecia Droga Polska 2050 Szymona Hołowni – Polskie Stronnictwo Ludowe | 49 487                                                                 | 49 487                                                                 | 24 744                                                                 | 16 496                                                                 | 12 372                                                                 | 9897                                                                   | 8248                                                                   | 7070                                                                   | 6186                                                                   | 5499                                                                   | 4949                                                                   | 1                                                                      | 1,16                                                                   |
|                                                                        | Konfederacja Wolność i Niepodległość                                       | 37 301                                                                 | 37 301                                                                 | 18 651                                                                 | 12 434                                                                 | 9325                                                                   | 7460                                                                   | 6217                                                                   | 5329                                                                   | 4663                                                                   | 4145                                                                   | 3730                                                                   | 1                                                                      | 0,70                                                                   |
|                                                                        | Polska Jest Jedna                                                          | 17 876                                                                 | 17 876                                                                 | 8938                                                                   | 5959                                                                   | 4469                                                                   | 3575                                                                   | 2979                                                                   | 2554                                                                   | 2235                                                                   | 1986                                                                   | 1788                                                                   | 0                                                                      | 0,42                                                                   |
|                                                                        | Nowa Lewica                                                                | 13 594                                                                 | 13 594                                                                 | 6797                                                                   | 4531                                                                   | 3399                                                                   | 2719                                                                   | 2266                                                                   | 1942                                                                   | 1699                                                                   | 1510                                                                   | 1359                                                                   | 0                                                                      | 0,32                                                                   |
|                                                                        | Bezpartyjni Samorządowcy                                                   | 10 643                                                                 | 10 643                                                                 | 5322                                                                   | 3548                                                                   | 2661                                                                   | 2129                                                                   | 1774                                                                   | 1520                                                                   | 1330                                                                   | 1183                                                                   | 1064                                                                   | 0                                                                      | 0,25                                                                   |
| Ogółem                                                                 | Ogółem                                                                     | 427 292                                                                | –                                                                      | –                                                                      | –                                                                      | –                                                                      | –                                                                      | –                                                                      | –                                                                      | –                                                                      | –                                                                      | –                                                                      | 10                                                                     | 10                                                                     |